# Puerto San Carlos, Mexiko
Puerto San Carlos är en ort i Mexiko.   Den ligger i kommunen Comondú och delstaten Baja California Sur, i den västra delen av landet, 1 500 km väster om huvudstaden Mexico City. Puerto San Carlos ligger 4 meter över havet och antalet invånare är 5 538.
Terrängen runt Puerto San Carlos är mycket platt. Havet är nära Puerto San Carlos åt sydväst.  Det finns inga andra samhällen i närheten.